# Association Sportive de Monaco Football Club 2017-2018
Questa voce raccoglie le informazioni riguardanti l'Association Sportive de Monaco Football Club nelle competizioni ufficiali della stagione 2017-2018.

## Maglie e sponsor
| Casa | Trasferta | Terza divisa |

## Organigramma societario
Area direttiva
- Presidente: Dmitrij Rybolovlev
- Vicepresidente/Direttore generale: Vadim Vasilyev
- Direttore generale aggiunto: Nicolas Holveck
- Direttore generale amministrazione e finanze: Bruno Skropeta
- Direttore generale attività commerciali: Mathias Icard
- Presidente dell'associazione: Michel Aubery

Area organizzativa
- Segretario generale: Filips Dhondt
- Direttore dell'organizzazione e della sicurezza: Antoine Vion

Area marketing
- Direttore marketing: Bruno Skropeta

Area tecnica
- Direttore sportivo: Antonio Cordon
- Direttore centro di formazione: Bertrand Reuzeau
- Allenatore: Leonardo Jardim
- Allenatore in seconda: António Vieira
- Collaboratore tecnico: José Barros
- Collaboratore tecnico aggiunto: Andrea Butti
- Preparatori atletici: Nélson Caldeira, Carlo Spignoli
- Preparatore dei portieri: André Amitrano

Area sanitaria
- Medico sociale: Philippe Kuentz
- Fisioterapisti: Hervé Grolleau, Yannick Guillaumet

## Rosa
| N. |                        | Ruolo | Calciatore                |
| -- | ---------------------- | ----- | ------------------------- |
| 1  | Croazia (bandiera)     | P     | Danijel Subašić           |
| 2  | Brasile (bandiera)     | D     | Fabinho                   |
| 4  | Paesi Bassi (bandiera) | D     | Terence Kongolo           |
| 5  | Brasile (bandiera)     | D     | Jemerson                  |
| 6  | Brasile (bandiera)     | D     | Jorge                     |
| 7  | Algeria (bandiera)     | A     | Rachid Ghezzal            |
| 8  | Portogallo (bandiera)  | C     | João Moutinho             |
| 9  | Colombia (bandiera)    | A     | Radamel Falcao (capitano) |
| 10 | Francia (bandiera)     | A     | Kylian Mbappé             |
| 10 | Montenegro (bandiera)  | A     | Stevan Jovetić            |
| 11 | Argentina (bandiera)   | A     | Guido Carrillo            |
| 12 | Francia (bandiera)     | A     | Allan Saint-Maximin       |
| 14 | Marocco (bandiera)     | C     | Youssef Aït Bennasser     |
| 14 | Senegal (bandiera)     | A     | Keita                     |
| 15 | Francia (bandiera)     | A     | Adama Diakhaby            |
| 16 | Svizzera (bandiera)    | P     | Diego Benaglio            |
| 17 | Belgio (bandiera)      | C     | Youri Tielemans           |
| 18 | Francia (bandiera)     | C     | Soualiho Meïté            |

| N. |                    | Ruolo | Calciatore            |
| -- | ------------------ | ----- | --------------------- |
| 19 | Francia (bandiera) | D     | Djibril Sidibé        |
| 20 | Brasile (bandiera) | C     | Marcos Lopes          |
| 21 | Francia (bandiera) | D     | Julien Serrano        |
| 22 | Spagna (bandiera)  | A     | Jordi Mboula          |
| 23 | Francia (bandiera) | C     | Pierre-Daniel Nguinda |
| 23 | Italia (bandiera)  | A     | Pietro Pellegri       |
| 24 | Italia (bandiera)  | D     | Andrea Raggi          |
| 25 | Polonia (bandiera) | D     | Kamil Glik            |
| 26 | Brasile (bandiera) | C     | Gabriel Boschilia     |
| 27 | Francia (bandiera) | C     | Thomas Lemar          |
| 28 | Mali (bandiera)    | C     | Adama Traorè          |
| 30 | Senegal (bandiera) | P     | Seydou Sy             |
| 31 | Brasile (bandiera) | C     | Gil Dias              |
| 33 | Francia (bandiera) | C     | Romain Faivre         |
| 34 | Francia (bandiera) | C     | Moussa Sylla          |
| 35 | Francia (bandiera) | D     | Kévin N'Doram         |
| 38 | Mali (bandiera)    | D     | Almamy Touré          |
| 40 | Francia (bandiera) | P     | Loïc Badiashile       |

## Calciomercato

### Sessione estiva(dal 09/06 al 31/08)
| Acquisti         | Acquisti              | Acquisti       | Acquisti                  |
| R.               | Nome                  | da             | Modalità                  |
| ---------------- | --------------------- | -------------- | ------------------------- |
| P                | Diego Benaglio        |                | svincolato                |
| D                | Raphaël Diarra        | Cercle Bruges  | fine prestito             |
| D                | Elderson              | Sporting Gijón | fine prestito             |
| D                | Jordy Gaspar          |                | svincolato                |
| D                | Terence Kongolo       | Feyenoord      | definitivo (15 milioni €) |
| C                | Youssef Aït Bennasser | Nancy          | fine prestito             |
| C                | Gil Dias              | Rio Ave        | fine prestito             |
| C                | Marcos Lopes          | Lilla          | fine prestito             |
| C                | Soualiho Meïté        | Zulte Waregem  | definitivo (8 milioni €)  |
| C                | Jonathan Mexique      | Red Star       | fine prestito             |
| C                | Youri Tielemans       | Anderlecht     | definitivo (25 milioni €) |
| C                | Adama Traorè          | Rio Ave        | fine prestito             |
| A                | Adama Diakhaby        | Rennes         | definitivo (10 milioni €) |
| A                | Rachid Ghezzal        |                | svincolato                |
| A                | Corentin Jean         | Tolosa         | fine prestito             |
| A                | Stevan Jovetić        | Inter          | definitivo (11 milioni €) |
| A                | Keita                 | Lazio          | definitivo (30 milioni €) |
| A                | Jordi Mboula          | Barcellona     | definitivo (3 milioni €)' |
| A                | Allan Saint-Maximin   | Bastia         | fine prestito             |
| A                | Lacina Traoré         | Sporting Gijón | fine prestito             |
| Altre operazioni |                       |                |                           |
| R.               | Nome                  | da             | Modalità                  |
| P                | Álvaro Fernández      |                | svincolato                |
| D                | Dinis Almeida         | Belenenses     | fine prestito             |
| C                | Mehdi Beneddine       | Cercle Brugge  | fine prestito             |
| C                | Giuseppe Iglio        | Milan          | definitivo                |
| C                | Boris Popovic         | Tours          | definitivo                |
| A                | Ilyes Chaïbi          | Ajaccio        | fine prestito             |
| A                | Tafsir Chérif         | Cercle Brugge  | fine prestito             |
| A                | Anderson López        | Ajax           | definitivo                |
| A                | Quentin Ngakoutou     | Saint-Gilloise | fine prestito             |

| Cessioni         | Cessioni              | Cessioni        | Cessioni                    |
| R.               | Nome                  | a               | Modalità                    |
| ---------------- | --------------------- | --------------- | --------------------------- |
| P                | Morgan De Sanctis     |                 | svincolato                  |
| P                | Paul Nardi            | Cercle Brugge   | rinnovo prestito            |
| D                | Abdou Diallo          | Mainz           | definitivo (5 milioni €)    |
| D                | Elderson              | Sivasspor       | prestito                    |
| D                | Jordy Gaspar          | Cercle Bruges   | prestito                    |
| D                | Benjamin Mendy        | Manchester City | definitivo (57,5 milioni €) |
| C                | Youssef Aït Bennasser | Caen            | prestito                    |
| C                | Tiémoué Bakayoko      | Chelsea         | definitivo (45 milioni €)   |
| C                | Gil Dias              | Fiorentina      | prestito                    |
| C                | Nabil Dirar           | Fenerbahçe      | definitivo(4,5 milioni €)   |
| C                | Jonathan Mexique      | Cercle Bruges   | prestito                    |
| C                | Bernardo Silva        | Manchester City | definitivo (50 milioni €)   |
| A                | Irvin Cardona         | Cercle Bruges   | prestito                    |
| A                | Valère Germain        | O. Marsiglia    | definitivo (8 milioni €)    |
| A                | Corentin Jean         | Tolosa          | definitivo (3,5 milioni €)  |
| A                | Kylian Mbappé         | PSG             | prestito                    |
| A                | Allan Saint-Maximin   | Nizza           | definitivo (10 milioni €)   |
| A                | Lacina Traoré         | Amiens          | prestito                    |
| Altre operazioni |                       |                 |                             |
| R.               | Nome                  | a               | Modalità                    |
| D                | Dinis Almeida         | Braga           | definitivo                  |
| D                | Kouadio-Yves Dabila   |                 | svincolato                  |
| D                | Safwan Mbaé           |                 | svincolato                  |
| D                | Rúben Vinagre         | Wolverhampton   | prestito                    |
| C                | Dylan Beaulieu        |                 | svincolato                  |
| C                | Chahreddine Boukholda |                 | svincolato                  |
| C                | Davy Delpierre        | Metz            | definitivo                  |
| C                | Joris Mallet          | Sint-Truiden    | definitivo                  |
| C                | Tristan Muyumba       | Cercle Bruges   | prestito                    |
| A                | Yhoan Andzouana       |                 | svincolato                  |
| A                | Javier García         | Villarreal      | fine prestito               |
| A                | Brighton Labeau       |                 | svincolato                  |
| A                | Corentin Tirard       |                 | svincolato                  |
| A                | Guévin Tormin         | Cercle Bruges   | prestito                    |

### Sessione invernale(dal 01/01 al 31/01)
| Acquisti         | Acquisti         | Acquisti      | Acquisti                  |
| R.               | Nome             | da            | Modalità                  |
| ---------------- | ---------------- | ------------- | ------------------------- |
| D                | Elderson         | Sivasspor     | fine prestito             |
| C                | Jonathan Mexique | Cercle Bruges | fine prestito             |
| A                | Pietro Pellegri  | Genoa         | definitivo (25 milioni €) |
| Altre operazioni |                  |               |                           |
| R.               | Nome             | da            | Modalità                  |

| Cessioni         | Cessioni              | Cessioni          | Cessioni                  |
| R.               | Nome                  | a                 | Modalità                  |
| ---------------- | --------------------- | ----------------- | ------------------------- |
| D                | Elderson              | Cercle Bruges     | prestito                  |
| D                | Terence Kongolo       | Huddersfield Town | prestito                  |
| C                | Soualiho Meïté        | Bordeaux          | prestito                  |
| C                | Jonathan Mexique      | Tours             | prestito                  |
| A                | Guido Carrillo        | Southampton       | definitivo (22 milioni €) |
| Altre operazioni |                       |                   |                           |
| R.               | Nome                  | a                 | Modalità                  |
| C                | Pierre-Daniel Nguinda | Quevilly          | prestito                  |

## Risultati

### Ligue 1

#### Girone di andata
| Arbitro: | Turpin |

|                                  |           |                       |
| Jemerson 28’ Falcao 58’ Glik 70’ | Marcatori | 7’ Machach 52’ Delort |

| Arbitro: | Chapron |

|          |           |                                  |
| Saïd 44’ | Marcatori | 3’, 38’, 51’ Falcao 25’ Jemerson |

| Arbitro: | Letexier |

|  |           |            |
|  | Marcatori | 78’ Falcao |

| Arbitro: | Buquet |

|                                                                           |           |             |
| Glik 2’ Falcao 20’ (rig.), 34’ Diakhaby 45’ Sidibé 68’ Fabinho 79’ (rig.) | Marcatori | 74’ Cabella |

| Arbitro: | Turpin |

|                                              |           |  |
| Balotelli 6’ (rig.), 60’ Pléa 18’ Ganago 85’ | Marcatori |  |

| Arbitro: | Hamel |

|                           |           |  |
| Lopes 44’ Falcao 51’, 67’ | Marcatori |  |

| Arbitro: | Schneider |

|  |           |                                                |
|  | Marcatori | 24’ Jovetić 30’ Ghezzal 48’, 74’ (rig.) Falcao |

| Arbitro: | Chapron |

|            |           |              |
| Falcao 38’ | Marcatori | 90+2’ Camara |

| Arbitro: | Bastien |

|                              |           |                      |
| Mariano 11’ Fekir 23’, 90+5’ | Marcatori | 17’ Lopes 34’ Traorè |

| Arbitro: | Leonard |

|                             |           |  |
| Keita 21’ Falcao 59’ (rig.) | Marcatori |  |

| Arbitro: | Gautier |

|  |           |                     |
|  | Marcatori | 57’ Keita 65’ Lemar |

| Arbitro: | Lesage |

|                                                                  |           |  |
| Carrillo 10’, 78’ Traoré 27’, 76’ Keita 36’ Fabinho 45+1’ (rig.) | Marcatori |  |

| Arbitro: | Miguelgorry |

|           |           |             |
| Gakpé 32’ | Marcatori | 67’ Jovetić |

| Arbitro: | Letexier |

|              |           |                              |
| Moutinho 81’ | Marcatori | 19’ Cavani 52’ (rig.) Neymar |

| Arbitro: | Millot |

|            |           |  |
| Lima 90+1’ | Marcatori |  |

| Arbitro: | Gautier |

|           |           |  |
| Falcao 2’ | Marcatori |  |

| Arbitro: | Schneider |

|                                       |           |              |
| Deplagne 70’ (aut.) Carrillo 84’, 88’ | Marcatori | 25’, 50’ Suk |

| Arbitro: | Delerue |

|  |           |                                           |
|  | Marcatori | 3’ Sidibé 32’ Lemar 53’ Fabinho 60’ Keita |

| Arbitro: | Bastien |

|                      |           |                   |
| Falcao 20’ Keita 82’ | Marcatori | 59’ (rig.) Khazri |

#### Girone di ritorno
| Montpellier 13 gennaio 2018, ore 20:00 CET 20ª giornata | Montpellier | 0 – 0 referto | Monaco | Stade de la Mosson (14.643 spett.)\| Arbitro: \| Gautier \| |
| Arbitro:                                                | Gautier     |               |        |                                                             |

| Arbitro: | Letexier |

|                           |           |                    |
| Diakhaby 33’ Falcao 90+2’ | Marcatori | 47’, 68’ Balotelli |

| Arbitro: | Lesage |

|                                   |           |           |
| Jorge 45+2’ Ghezzal 67’ Lopes 81’ | Marcatori | 72’ Niane |

| Arbitro: | Gautier |

|                     |           |                      |
| Rami 7’ Germain 47’ | Marcatori | 4’ Keita 51’ Fabinho |

| Arbitro: | Bastien |

|                                |           |                     |
| Keita 31’ Falcao 36’ Lopes 88’ | Marcatori | 12’ Diaz 28’ Traoré |

| Arbitro: | Leonard |

|  |           |                                               |
|  | Marcatori | 12’ (aut.) Butelle 31’, 66’ Jovetić 71’ Raggi |

| Arbitro: | Hamel |

|                                                   |           |  |
| Keita 13’ Fabinho 69’ (rig.) Lopes 87’ Glik 90+2’ | Marcatori |  |

| Arbitro: | Millot |

|                                          |           |                           |
| Sangaré 24’ Delort 78’ (rig.) Sanogo 87’ | Marcatori | 8’, 47’ Lopes 72’ Jovetić |

| Arbitro: | Buquet |

|                       |           |          |
| Jovetić 45’ Lopes 69’ | Marcatori | 32’ Vada |

| Arbitro: | Gautier |

|             |           |                                  |
| Bahoken 19’ | Marcatori | 5’ Jovetić 21’ Lopes 41’ Fabinho |

| Arbitro: | Turpin |

|                       |           |             |
| Lopes 44’ Jovetić 61’ | Marcatori | 61’ Mothiba |

| Arbitro: | Delerue |

|             |           |           |
| Gnagnon 88’ | Marcatori | 30’ Lopes |

| Arbitro: | Letexier |

|                      |           |               |
| Falcao 42’ Lopes 45’ | Marcatori | 32’ Thomasson |

| Arbitro: | Buquet |

|                                                                              |           |           |
| Lo Celso 14’, 28’ Cavani 35’ Di María 20’, 59’ Falcao 77’ (aut.) Draxler 87’ | Marcatori | 38’ Lopes |

| Arbitro: | Millot |

|                                        |           |           |
| Briand 22’ (rig.) Didot 34’ Thuram 47’ | Marcatori | 63’ Touré |

| Fontvieille 28 aprile 2018, ore 20:00 CEST 35ª giornata | Monaco | 0 – 0 referto | Amiens | Stade Louis II (8.164 spett.)\| Arbitro: \| Lesage \| |
| Arbitro:                                                | Lesage |               |        |                                                       |

| Arbitro: | Buquet |

|             |           |                  |
| Santini 41’ | Marcatori | 13’, 90+1’ Sylla |

| Arbitro: | Bastien |

|                      |           |  |
| Fabinho 90+2’ (rig.) | Marcatori |  |

| Arbitro: | Turpin |

|  |           |                             |
|  | Marcatori | 21’, 71’ Lopes 90+3’ Mboula |

### Coupe de France

#### Fase a eliminazione diretta
| Arbitro: | Petit |

|                              |           |                                                      |
| Seck 28’ (rig.) Hardouin 44’ | Marcatori | 1’, 49’, 83’ Carrillo 38’ Jovetić 54’ (rig.) Fabinho |

| Arbitro: | Buquet |

|                       |           |                                       |
| Jovetić 14’ Lopes 72’ | Marcatori | 22’ Traoré 26’ (aut.) Sidibé 55’ Díaz |

### Coupe de la Ligue

#### Fase a eliminazione diretta
| Arbitro: | Leonard |

|                         |           |  |
| Carrillo 34’ Falcao 85’ | Marcatori |  |

| Arbitro: | Turpin |

|          |           |                       |
| Pléa 18’ | Marcatori | 3’ Lemar 37’ Diakhaby |

| Arbitro: | Delerue |

|                 |           |  |
| Falcao 15’, 29’ | Marcatori |  |

| Arbitro: | Turpin |

|                                    |           |  |
| Cavani 8’ (rig.), 86’ Di María 21’ | Marcatori |  |

### Champions League

#### Fase a gironi
| Arbitro: | Oliver |

|              |           |               |
| Forsberg 33’ | Marcatori | 34’ Tielemans |

| Arbitro: | Vinčić |

|  |           |                              |
|  | Marcatori | 31’, 69’ Aboubakar 89’ Layún |

| Arbitro: | Mažić |

|            |           |                |
| Falcao 30’ | Marcatori | 34’, 54’ Tosun |

| Arbitro: | Tagliavento |

|                  |           |             |
| Tosun 54’ (rig.) | Marcatori | 45+1’ Lopes |

| Arbitro: | Mallenco |

|            |           |                                                    |
| Falcao 43’ | Marcatori | 6’ (aut.) Jemerson 9’, 31’ (rig.) Werner 45’ Keïta |

| Arbitro: | Eriksson |

|                                                       |           |                            |
| Aboubakar 9’, 33’ Brahimi 45’ Telles 65’ Oliveira 88’ | Marcatori | 61’ (rig.) Glik 78’ Falcao |

### Trophée des champions
| Arbitro: | El Jaafari |

|            |           |                           |
| Sidibé 30’ | Marcatori | 51’ Dani Alves 63’ Rabiot |

## Statistiche

### Statistiche di squadra
| Competizione          | Punti | In casa | In casa | In casa | In casa | In casa | In casa | In trasferta | In trasferta | In trasferta | In trasferta | In trasferta | In trasferta | Totale | Totale | Totale | Totale | Totale | Totale | DR  |
| Competizione          | Punti | G       | V       | N       | P       | Gf      | Gs      | G            | V            | N            | P            | Gf           | Gs           | G      | V      | N      | P      | Gf     | Gs     | DR  |
| --------------------- | ----- | ------- | ------- | ------- | ------- | ------- | ------- | ------------ | ------------ | ------------ | ------------ | ------------ | ------------ | ------ | ------ | ------ | ------ | ------ | ------ | --- |
| Ligue 1               | 80    | 19      | 15      | 3       | 1       | 47      | 17      | 19           | 9            | 5            | 5            | 38           | 28           | 38     | 24     | 8      | 6      | 85     | 45     | +40 |
| Coupe de France       | -     | 1       | 0       | 0       | 1       | 2       | 3       | 1            | 1            | 0            | 0            | 5            | 2            | 2      | 1      | 0      | 1      | 7      | 5      | +2  |
| Coupe de la Ligue     | -     | 2       | 2       | 0       | 0       | 4       | 0       | 1            | 1            | 0            | 0            | 2            | 1            | 4      | 3      | 0      | 1      | 6      | 4      | +1  |
| Champions League      | -     | 3       | 0       | 0       | 3       | 2       | 9       | 3            | 0            | 2            | 1            | 4            | 7            | 6      | 0      | 2      | 4      | 6      | 16     | -10 |
| Trophée des champions | -     | -       | -       | -       | -       | -       | -       | -            | -            | -            | -            | -            | -            | 1      | 0      | 0      | 1      | 1      | 2      | -1  |
| Totale                | -     | 25      | 17      | 3       | 5       | 55      | 29      | 24           | 11           | 7            | 6            | 49           | 37           | 51     | 28     | 10     | 13     | 105    | 72     | +33 |

### Andamento in campionato
| Giornata  | 1 | 2 | 3 | 4 | 5 | 6 | 7 | 8 | 9 | 10 | 11 | 12 | 13 | 14 | 15 | 16 | 17 | 18 | 19 | 20 | 21 | 22 | 23 | 24 | 25 | 26 | 27 | 28 | 29 | 30 | 31 | 32 | 33 | 34 | 35 | 36 | 37 | 38 |
| --------- | - | - | - | - | - | - | - | - | - | -- | -- | -- | -- | -- | -- | -- | -- | -- | -- | -- | -- | -- | -- | -- | -- | -- | -- | -- | -- | -- | -- | -- | -- | -- | -- | -- | -- | -- |
| Luogo     | C | T | T | C | T | C | T | C | T | C  | T  | C  | T  | C  | T  | C  | C  | T  | C  | T  | C  | C  | T  | C  | T  | C  | T  | C  | T  | C  | T  | C  | T  | T  | C  | T  | C  | T  |
| Risultato | V | V | V | V | P | V | V | N | P | V  | V  | V  | N  | P  | P  | V  | V  | V  | V  | N  | N  | V  | N  | V  | V  | V  | N  | V  | V  | V  | N  | V  | P  | P  | N  | V  | V  | V  |
| Posizione | 6 | 3 | 2 | 2 | 2 | 2 | 2 | 2 | 2 | 2  | 2  | 2  | 2  | 3  | 4  | 3  | 3  | 2  | 2  | 2  | 4  | 4  | 4  | 3  | 2  | 2  | 2  | 2  | 2  | 2  | 2  | 2  | 2  | 2  | 3  | 3  | 2  | 2  |

Fonte:  Classements, su lfp.fr, LFP.
Legenda:

Luogo: C = Casa; T = Trasferta. Risultato: V = Vittoria; N = Pareggio; P = Sconfitta.

### Statistiche dei giocatori
| Giocatore        | Ligue 1  | Ligue 1 | Ligue 1     | Ligue 1    | Coupe de France Coupe de la Ligue | Coupe de France Coupe de la Ligue | Coupe de France Coupe de la Ligue | Coupe de France Coupe de la Ligue | Champions League | Champions League | Champions League | Champions League | Trophée des Champions | Trophée des Champions | Trophée des Champions | Trophée des Champions | Totale   | Totale | Totale      | Totale     |
| Giocatore        | Presenze | Reti    | Ammonizioni | Espulsioni | Presenze                          | Reti                              | Ammonizioni                       | Espulsioni                        | Presenze         | Reti             | Ammonizioni      | Espulsioni       | Presenze              | Reti                  | Ammonizioni           | Espulsioni            | Presenze | Reti   | Ammonizioni | Espulsioni |
| ---------------- | -------- | ------- | ----------- | ---------- | --------------------------------- | --------------------------------- | --------------------------------- | --------------------------------- | ---------------- | ---------------- | ---------------- | ---------------- | --------------------- | --------------------- | --------------------- | --------------------- | -------- | ------ | ----------- | ---------- |
| Y. Aït Bennasser | -        | -       | -           | -          | -                                 | -                                 | -                                 | -                                 | -                | -                | -                | -                | -                     | -                     | -                     | -                     | -        | -      | -           | -          |
| L. Badiashile    | -        | -       | -           | -          | -                                 | -                                 | -                                 | -                                 | -                | -                | -                | -                | -                     | -                     | -                     | -                     | -        | -      | -           | -          |
| D. Benaglio      | 3        | -0      | 0           | 0          | 2+2                               | -5                                | 0                                 | 0                                 | 3                | -9               | 0                | 0                | 0                     | -0                    | 0                     | 0                     | 10       | -14    | 0           | 0          |
| G. Boschilia     | 5        | 0       | 0           | 0          | 0+1                               | 0                                 | 0+1                               | 0                                 | 1                | 0                | 0                | 0                | -                     | -                     | -                     | -                     | 7        | 0      | 1           | 0          |
| G. Carrillo      | 15       | 4       | 1           | 0          | 1+2                               | 3+1                               | 0                                 | 0                                 | 5                | 0                | 0                | 0                | 1                     | 0                     | 0                     | 0                     | 24       | 8      | 1           | 0          |
| A. Diakhaby      | 21       | 2       | 2           | 1          | 0+3                               | 0+1                               | 0+1                               | 0                                 | 5                | 0                | 2                | 0                | -                     | -                     | -                     | -                     | 29       | 3      | 5           | 1          |
| G. Dias          | 1        | 0       | 0           | 0          | -                                 | -                                 | -                                 | -                                 | -                | -                | -                | -                | -                     | -                     | -                     | -                     | 1        | 0      | 0           | 0          |
| Fabinho          | 34       | 7       | 8           | 0          | 2+4                               | 1+0                               | 1+1                               | 0                                 | 5                | 0                | 2                | 0                | 1                     | 0                     | 1                     | 0                     | 46       | 8      | 13          | 0          |
| R. Faivre        | 0        | 0       | 0           | 0          | -                                 | -                                 | -                                 | -                                 | -                | -                | -                | -                | -                     | -                     | -                     | -                     | 0        | 0      | 0           | 0          |
| R. Falcao        | 27       | 18      | 1           | 0          | 1+3                               | 0+3                               | 0+1                               | 0                                 | 5                | 3                | 0                | 0                | 1                     | 0                     | 0                     | 0                     | 37       | 24     | 2           | 0          |
| R. Ghezzal       | 26       | 2       | 2           | 0          | 2+3                               | 0                                 | 0                                 | 0                                 | 4                | 0                | 0                | 1                | -                     | -                     | -                     | -                     | 35       | 2      | 2           | 1          |
| K. Glik          | 36       | 3       | 8           | 0          | 1+4                               | 0                                 | 0+1                               | 0                                 | 6                | 1                | 0                | 0                | 1                     | 0                     | 1                     | 0                     | 48       | 4      | 10          | 0          |
| Jemerson         | 33       | 2       | 7           | 1          | 1+3                               | 0                                 | 0                                 | 0                                 | 6                | 0                | 2                | 0                | 1                     | 0                     | 0                     | 0                     | 44       | 2      | 9           | 1          |
| Jorge            | 22       | 1       | 8           | 0          | 1+0                               | 0                                 | 0                                 | 0                                 | 4                | 0                | 2                | 0                | 0                     | 0                     | 0                     | 0                     | 27       | 1      | 10          | 0          |
| S. Jovetić       | 16       | 8       | 1           | 0          | 2+3                               | 2+0                               | 0                                 | 0                                 | 1                | 0                | 0                | 0                | -                     | -                     | -                     | -                     | 22       | 10     | 1           | 0          |
| Keita            | 22       | 8       | 4           | 1          | 2+2                               | 0                                 | 0                                 | 0                                 | 6                | 0                | 1                | 0                | -                     | -                     | -                     | -                     | 32       | 8      | 5           | 1          |
| T. Kongolo       | 3        | 0       | 0           | 0          | 0+1                               | 0                                 | 0                                 | 0                                 | 1                | 0                | 0                | 0                | 1                     | 0                     | 0                     | 0                     | 6        | 0      | 0           | 0          |
| T. Lemar         | 30       | 2       | 1           | 0          | 1+3                               | 0+1                               | 1+0                               | 0                                 | 3                | 0                | 0                | 0                | 1                     | 0                     | 0                     | 0                     | 38       | 3      | 2           | 0          |
| M. Lopes         | 38       | 15      | 2           | 0          | 2+4                               | 1+0                               | 0+1                               | 0                                 | 5                | 1                | 1                | 0                | 1                     | 0                     | 0                     | 0                     | 50       | 17     | 4           | 0          |
| K. Mbappé        | 1        | 0       | 0           | 0          | -                                 | -                                 | -                                 | -                                 | -                | -                | -                | -                | 1                     | 0                     | 0                     | 0                     | 2        | 0      | 0           | 0          |
| J. Mboula        | 3        | 1       | 0           | 0          | -                                 | -                                 | -                                 | -                                 | -                | -                | -                | -                | -                     | -                     | -                     | -                     | 3        | 1      | 0           | 0          |
| S. Meïté         | 2        | 0       | 0           | 0          | 0                                 | 0                                 | 0                                 | 0                                 | 1                | 0                | 0                | 0                | -                     | -                     | -                     | -                     | 3        | 0      | 0           | 0          |
| J. Moutinho      | 33       | 1       | 6           | 0          | 1+4                               | 0                                 | 0                                 | 0                                 | 6                | 0                | 1                | 0                | 0                     | 0                     | 0                     | 0                     | 44       | 1      | 7           | 0          |
| K. N'Doram       | 11       | 0       | 3           | 0          | 2+2                               | 0                                 | 0                                 | 0                                 | 1                | 0                | 0                | 0                | -                     | -                     | -                     | -                     | 16       | 0      | 3           | 0          |
| P. Nguinda       | 0        | 0       | 0           | 0          | -                                 | -                                 | -                                 | -                                 | -                | -                | -                | -                | -                     | -                     | -                     | -                     | 0        | 0      | 0           | 0          |
| P. Pellegri      | 3        | 0       | 0           | 0          | -                                 | -                                 | -                                 | -                                 | -                | -                | -                | -                | -                     | -                     | -                     | -                     | 3        | 0      | 0           | 0          |
| A. Raggi         | 20       | 1       | 3           | 0          | 2+4                               | 0                                 | 0+2                               | 0                                 | 2                | 0                | 0                | 0                | 0                     | 0                     | 0                     | 0                     | 28       | 1      | 5           | 0          |
| A. Saint-Maximin | 1        | 0       | 0           | 0          | -                                 | -                                 | -                                 | -                                 | -                | -                | -                | -                | 1                     | 0                     | 0                     | 0                     | 2        | 0      | 0           | 0          |
| J. Serrano       | 4        | 0       | 1           | 0          | -                                 | -                                 | -                                 | -                                 | -                | -                | -                | -                | -                     | -                     | -                     | -                     | 4        | 0      | 1           | 0          |
| D. Sidibé        | 27       | 2       | 4           | 0          | 1+3                               | 0                                 | 0                                 | 0                                 | 3                | 0                | 2                | 0                | 1                     | 1                     | 1                     | 0                     | 35       | 3      | 7           | 0          |
| D. Subašić       | 34       | -41     | 3           | 0          | 0+2                               | -3                                | 0                                 | 0                                 | 3                | -7               | 0                | 0                | 1                     | -2                    | 0                     | 0                     | 40       | -53    | 3           | 0          |
| S. Sy            | 3        | -4      | 1           | 0          | 1+0                               | -1                                | 0                                 | 0                                 | 0                | -0               | 0                | 0                | -                     | -                     | -                     | -                     | 4        | -5     | 1           | 0          |
| M. Sylla         | 5        | 2       | 1           | 0          | -                                 | -                                 | -                                 | -                                 | -                | -                | -                | -                | -                     | -                     | -                     | -                     | 5        | 2      | 1           | 0          |
| Y. Tielemans     | 27       | 0       | 1           | 0          | 1+2                               | 0                                 | 1+0                               | 0                                 | 4                | 1                | 1                | 0                | 1                     | 0                     | 0                     | 0                     | 35       | 1      | 3           | 0          |
| A. Touré         | 20       | 1       | 3           | 0          | 2+1                               | 0                                 | 0                                 | 0                                 | 3                | 0                | 0                | 0                | 1                     | 0                     | 0                     | 0                     | 27       | 1      | 3           | 0          |
| A. Traoré        | 3        | 3       | 1           | 0          | -                                 | -                                 | -                                 | -                                 | -                | -                | -                | -                | -                     | -                     | -                     | -                     | 3        | 3      | 1           | 0          |